# Флахбарт, Ян
Ян Фла́хбарт (чеш. Jan Flachbart; род. 3 марта 1978, Колин, Среднечешский край) — чешский футболист, защитник.
Осенью 2003 года принимал участие в матчах Лиги чемпионов против «Челси» и «Лацио».
Летом 2004 года перешёл в «Зенит». В 2005 году уверенно действовал на позиции правого защитника. В матче с ЦСКА, выигранном «Зенитом» со счётом 1:0, не дал развернуться Юрию Жиркову. Успешно провёл матч Кубка УЕФА против «Севильи», в котором «Зенит» одержал победу со счётом 2:1.
В 2006 году перестал попадать в основной состав. А после того, как на должность главного тренера «Зенита» пришёл Дик Адвокат, покинул команду и вернулся в Чехию.